# 茎叶子宫草
茎叶子宫草（学名：Skapanthus oreophilus var. elongatus）为唇形科子宫草属下的一个变种。